# Falowanie

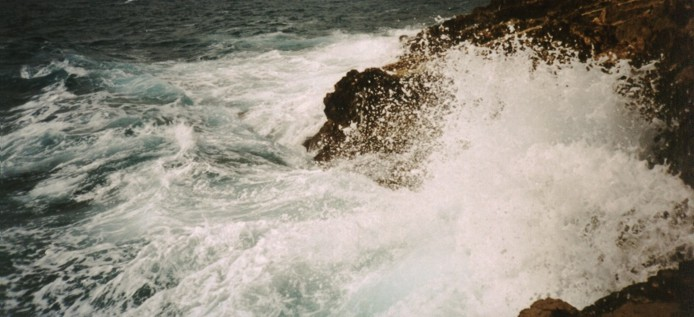
Fale morskie uderzające o brzeg

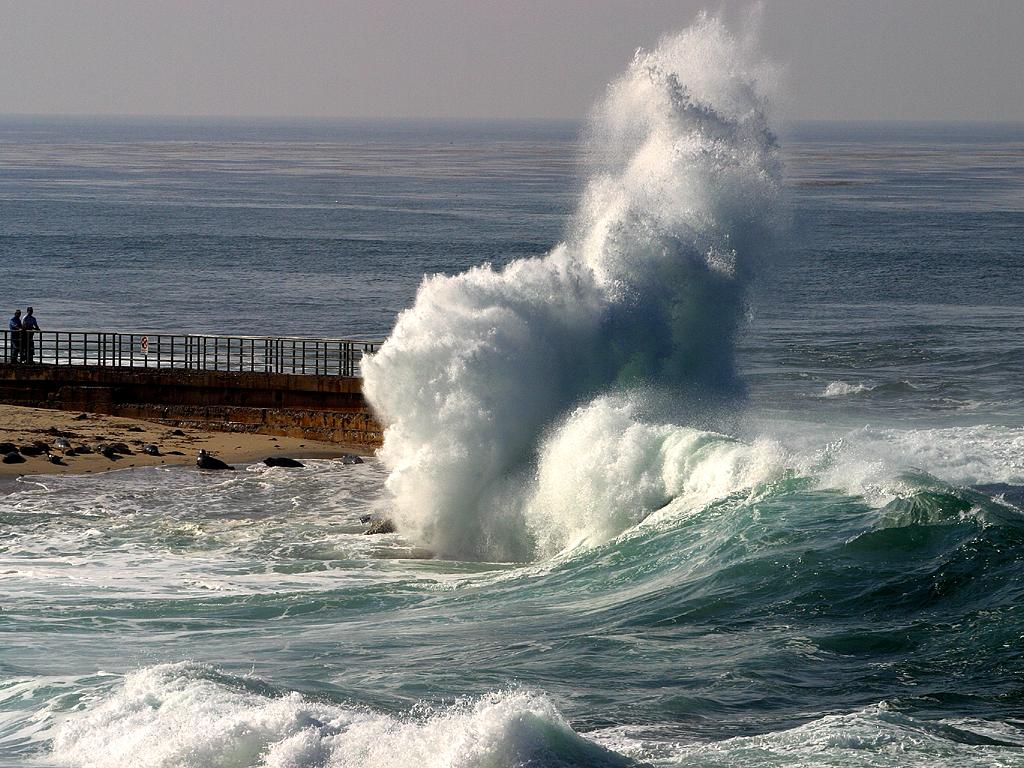
Fala uderzejąca w skały w La Jolla

Falowanie, fale wodne – fale powierzchniowe na styku wody i powietrza (powierzchni swobodnej cieczy) lub fale wewnętrzne na styku dwóch warstw wody o różnej gęstości. Oznacza to wszystkie odchylenia poziomu wody z okresami trwającymi od dziesiątek sekundy do godzin (fala przypływu).
Najczęstszą przyczyną falowania jest oddziaływanie poruszającego powietrza (wiatr) z powierzchnią wody.

## Wstęp
Każde niestałe działanie na powierzchnię swobodną wody wywoła na niej falę, może to być kamyk rzucony na taflę wody, łódź poruszająca się po wodzie wywołuje falę dziobową, trzęsienia ziemi lub wybuchy podwodne mogą wywołać tsunami, działanie Księżyca i Słońca wywołuje fale pływowe, wahania ciśnienia atmosferycznego wywołuje sejsze. Jednak największym czynnikiem tworzącym fale na zbiornikach wodnych jest wiatr. Fala po ustaniu wiatru lub innego czynnika ją wywołującego nazywana jest martwą falą.

## Falowanie wiatrowe

Ilustracja dyspersji monochromatycznej grupy fal oceanicznych na powierzchni głębokiej wody. Czerwony punkt porusza się z prędkością fazową, zielony – z prędkością grupową

Falowanie wiatrowe to uporządkowany, falowy oraz w niewielkim stopniu postępowy ruch przypowierzchniowych warstw wody w zbiornikach wodnych, wywołany wiatrem. Gdy powietrze porusza się względem wody, na styku wody i powietrza dochodzi do turbulentnych zaburzeń zwanych niestabilnością Kelvina-Helmholtza, dochodzi do cyklicznych zmian ciśnienia nad wodą, tworząc fale. Gdy lokalnie woda podnosi się, nad tym miejscem zwiększa się prędkość powietrza, co wywołuje dalszy spadek ciśnienia nad grzbietami (zgodnie z prawem Bernoulliego). Ten z kolei podnosi jeszcze bardziej nierówność, a nadana prędkość ją przesuwa, kształtując grzbiet fali. W dolinie zachodzą zjawiska w odwrotnym kierunku.
Rozmiary falowania (wysokość, długość i okres fali) zależą od:
- prędkości wiatru generującego falowanie,
- czasu działania wiatru z tego samego lub zbliżonego kierunku,
- w akwenach płytkich na parametry fali ma też wpływ głębokość akwenu.

Czas rozbiegu fali oraz jej prędkość określają minimalną drogę potrzebną do rozbiegu fali, dlatego falowanie ustalone dla wiatru o dużej prędkości może zajść tylko w odpowiednio dużych akwenach i długim czasie wiania wiatru z danego kierunku nad całym obszarem rozbiegu fali.
Wiatr przekazuje energię fali na wodzie gdy prędkość wiatru jest większa od prędkości fali. Minimalna prędkość wiatru wywołującego uporządkowane falowanie jest równa 6,3 m/s. W fali następuje rozpraszanie energii, dlatego dla danej prędkości wiatru istnieje maksymalna wysokość fali, którą może wywołać. Jeżeli wysokość fal nie osiągnęła jeszcze maksymalnych rozmiarów dla danego wiatru falowanie określa się jako nieustalone, gdy fale osiągną maksymalne rozmiary określa się je jako ustalone

Spektrum i klasyfikacja fal oceanicznych według W. Munka

W zależności od okresu fali, to jest czasu między kolejnymi szczytami fali, fale oceaniczne można podzielić na:

Falowanie wody.
A – Na głębinach, kołowy ruch cząsteczek maleje z głębokością.
B – Na płyciznach. Ruch kołowy zamienia się na eliptycznie spłaszczony – tym bardziej im płytsza jest woda.
1 – kierunek propagacji.
2 – grzbiet fali.
3 – dolina fali

| Klasa fali        | Okres fali        |
| ----------------- | ----------------- |
| kapilarne         | mniej niż 0,1 s   |
| ultragrawitacyjne | 0,1 – 1 s         |
| grawitacyjne      | 1 – 30 s          |
| infragrawitacyjne | 30 s – 5 min.     |
| długookresowe     | 5 min – 12 h      |
| pływowe           | około 12 h i 24 h |
| ponadpływowe      | więcej niż 24 h   |

### Parametry fali
Podstawowymi parametrami fali są:
- wysokość – różnica wysokości między grzbietem a doliną fali,
- długość fali – odległość między kolejnymi miejscami w fali o tej samej fazie (np. między grzbietami),
- okres – czas, jaki upływa między przejściami przez wybrany punkt dwóch kolejnych grzbietów fali,
- stromość fali – stosunek wysokości fali do jej długości.

Prędkość fazowa będąca prędkością ruchu grzbietu fali, zależy od długości fali i głębokości wody, w której rozchodzi się fala. Dla wody głębokiej i średnio głębokiej dobrze przybliża ją wzór:
{\displaystyle s={\sqrt {{\frac {g\lambda }{2\pi }}\tanh \left({\frac {2\pi d}{\lambda }}\right)}},}
gdzie:
{\displaystyle s} – prędkość fazowa fali,
{\displaystyle \lambda } – długość fali,
{\displaystyle d} – głębokość wody,
{\displaystyle g} – przyspieszenie ziemskie.
Dla płytkiej wody prędkość fazową opisuje przybliżenie Boussinesq.
Wysokość i długość fali zależy od takich czynników jak prędkość wiatru, jego stałość, czy głębokość akwenu.

### Typy falowania wiatrowego
- rozwijające się,
- ustalone,
- mieszane.

## Inne typy falowania
Oprócz najczęściej spotykanych fal wiatrowych wyróżnia się także inne rodzaje fali, wywoływane przez inne czynniki:
- fale sejsmiczne – wywołane podmorskim trzęsieniami ziemi, osuwiskami, wybuchami wulkanu, mogą wywołać  tsunami,
- fale pływowe – wywołane przyciąganiem Słońca i Księżyca,
- fale baryczne (sejsze) – wywołane różnicami ciśnienia atmosferycznego,
- fale okrętowe – wywołane ruchem morskich jednostek pływających.